# Arthur (Iowa)
Arthur város az Amerikai Egyesült Államok Iowa államában, Ida megyében. Lakosainak száma 222 fő (2020. április 1.).

## Népesség
A település népességének változása:

| 2010 | 206 |
| 2020 | 222 |